# Lac Oskélanéo
Pour les articles homonymes, voir Oskélanéo (homonymie).
Le Lac Oskélanéo est un plan d'eau douce de la partie Sud-Ouest du réservoir Gouin, dans le territoire de la ville de La Tuque, en Haute-Mauricie, dans la région administrative de la Mauricie, dans la province de Québec, au Canada.
Ce lac s’étend entièrement dans le canton de Faucher. À la suite de l’érection complétée en 1948 du barrage Gouin, la navigabilité entre le réservoir Gouin et le Lac Oskélanéo devient encore plus facile avec seulement deux mètres de dénivellation.
Les activités récréotouristiques constituent la principale activité économique du secteur. La foresterie arrive en second.
Le chemin de fer du Canadien National (sens Est-Ouest) coupe le lac Oskélanéo en son milieu en passant au village de Oskélanéo, situé sur la rive Ouest.
La route 404 dessert la vallée de la rivière Oskélanéo et se connecte au Sud-Est à la route 400 laquelle relie le barrage Gouin au village de Parent (Québec), dessert aussi les vallées des rivières Jean-Pierre et Leblanc ; cette route dessert aussi la péninsule qui s’étire vers le Nord dans le réservoir Gouin sur 30,1 km. Quelques routes forestières secondaires sont en usage à proximité pour la foresterie et les activités récréotouristiques.
La surface du lac Oskélanéo est habituellement gelée de la mi-novembre à la fin avril, toutefois la circulation sécuritaire sur la glace se fait généralement du début décembre à la fin de mars.

## Géographie
Les bassins versants voisins du lac Oskélanéo sont :
- côté nord : rivière Oskélanéo, lac Bureau (réservoir Gouin) ;
- côté est : rivière Nemio, baie Bouzanquet, rivière de la Galette (réservoir Gouin) ;
- côté sud : rivière Gosselin (rivière Fortier), rivière Douville, rivière Bazin ;
- côté ouest : Baie Saraana, rivière Mégiscane, lac Tessier.

 
Le lac Oskélanéo comporte la baie Haylow s’avançant sur 2,1 km vers l’Ouest, près de l’embouchure du lac. Il est surtout alimenté par les ruisseaux Parker et Froissart, ainsi que par la décharge du lac Hill (via la Baie Haylow) et la décharge (venant du Sud) des lacs Marcotte et Bisborne.
Ce lac est scindé en deux par un détroit (sens Nord-Sud) de 5,2 km, situé au Nord du pont ferroviaire enjambant le lac à la hauteur du village d’Oskélanéo.
L’embouchure du lac Oskélanéo est localisée à :
- 8,3 km au Nord du village d’Oskélanéo ;
- 41,4 km au Sud de l’embouchure du lac Bureau (réservoir Gouin) ;
- 56,7 km au Sud du centre du village de Obedjiwan lequel est situé sur une presqu’île de la rive Nord du réservoir Gouin ;
- 80,5 km au Sud-Ouest du barrage Gouin ;
- 106 km à l’Ouest du centre du village de Wemotaci (rive Nord de la rivière Saint-Maurice) ;
- 195,7 km à l’Ouest du centre-ville de La Tuque ;
- 283,4 km au Nord-Ouest de l’embouchure de la rivière Saint-Maurice (confluence avec le fleuve Saint-Laurent à Trois-Rivières)[1].

À partir de l’embouchure, le courant coule sur 149,2 km jusqu’au barrage Gouin, selon les segments suivants :
- 12,6 km vers le Nord jusqu’à l’embouchure de la rivière Oskélanéo ;
- 43,8 km vers le Nord en traversant le lac Bureau (réservoir Gouin) ;
- 92,8 km vers le Nord-Est en traversant le lac Marmette (réservoir Gouin), puis vers le Sud-Est jusqu’au barrage Gouin.

À partir de ce barrage, le courant emprunte la rivière Saint-Maurice jusqu’à Trois-Rivières.

## Toponymie
Le toponyme "Lac Oskélanéo" a été officialisé le 5 décembre 1968 par la Commission de toponymie du Québec, soit à sa création.